# 原住民法典

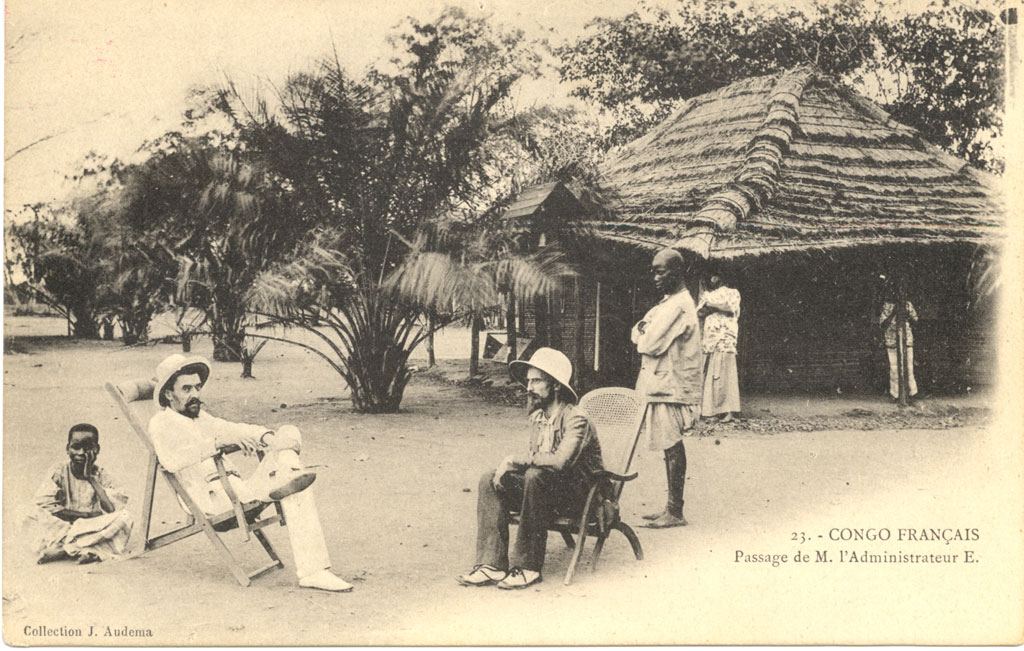
一位法国殖民统治者访问法属刚果的一个村庄，1905年

《原住民法典》（法語：Code de l'indigénat，發音：[kɔd də lɛ̃diʒena]）是法国1875年2月9日发布的有关阿爾及爾地区原住民刑事犯罪的地方法令，最初仅适用于阿尔及利亚，后来扩大到所有法国殖民地，直到第二次世界大战结束时才被废除。该法典因其歧视性而饱受批评。